# Список керівників держав 44 року

## Європа
- Боспорська держава — цар Мітрідат III (38-45)
- володарка кельтського племені бригантів Картімандуя (43-69)
- король гермундурів Вібілій (до 50)
- правитель Дакії Скорило (29-68)
- Ірландія — верховний король Фіаху Фіннолах (до 55)
- вождь іценів Антедій (до 47)
- плем'я катувеллаунів — вождь Каратак (до 51)
- правитель корітанів Волісіос (до 60)
- плем'я маркоманів — вождь Ванній (до 50/51)
- Одриське царство — Реметалк III та Піфодорида II (38 — 46)
- династ сіраків Зорсіна (до 49)
- Римська імперія
  - імператор Клавдій (41-54)
  - консули Гай Саллюстій Крисп Пассієн і Тит Статілій Тавр
- легат провінції Паннонія — до 49 невідомо
- легат Римської Британії Авл Плавцій (до 47)
- легат провінції Мезія Авл Дідій Галл (44-45 ?)

## Азія
- Адіабена — Ізат II (34-55)
- Анурадхапура — Іланага (38-44); по ньому — Чандамукха
- Велика Вірменія — цар Мітридат (до 51)
- Мала Вірменія — цар Котіс IX (38-54)
- цар Елімаїди Ород I (25-50)
- Іберійське царство — Фарсман I (до 58)
- Індо-парфянське царство (Маргіана) — цар Гондофар (20-50)
- Індо-скіфське царство — цар Аспаварма (15-45)
- Китай — Династія Хань — Ґуан У (25-57)
- Когурьо — Темусін (18-44); по ньому — Мінджун (44-48)
- Коммагена — Антіох IV (38-72)
- Кушанська імперія — Санаб Кушан (до 46)
- Набатейське царство — цар Маліку II (40—70/71)
- Осроена — цар Абгар V (13-50)
- Пекче — ван Тару (29-77)
- Парфія — Вардан I і Готарз II (до 47)
- Царство Сатаваханів — магараджа Гауракрішна (31-56)
- Сілла — Юрі (23-57)
- Харакена  — Аттамбел III (37/38-44/45)
- шаньюй Хунну Юй (18-46)
- первосвященник Юдеї Еліона бен Кантерас (до 45)
- цар Юдеї Ірод Агріппа I (37-44). Під управлінням римських прокураторів. Прокуратор Куспій Фад (44-46).
- префект Римської Сирії Гай Вібій Марс (до 44-45); по ньому — Гай Кассій Лонгін (до 49)

## Африка
- Царство Куш — цар Аманітаракіде (37-47)